# Code Name: Eternity
Code Name: Eternity è una serie fantascientifica del 2000 di 26 episodi; è stata trasmessa sul canale satellitare Jimmy (Sky Italia).
La serie è stata girata a Toronto, Ontario, Canada.

## Episodi
| n° | Titolo originale    | Titolo italiano         | Prima TV originale | Prima TV Italia |
| -- | ------------------- | ----------------------- | ------------------ | --------------- |
| 1  | Ethaniel's Story    | Missione sulla Terra    | 14 maggio 2000     | agosto 2002     |
| 2  | The Mission         | Il volto della verità   | 21 maggio 2000     |                 |
| 3  | The Hunter          | Minaccia dallo spazio   | 28 maggio 2000     |                 |
| 4  | The Long Drop       | Fratello, dove sei?     | 4 giugno 2000      |                 |
| 5  | Watery Grave        | Colpo da maestro        | 11 giugno 2000     |                 |
| 6  | Never Go Home       | Insidia fatale          | 18 giugno 2000     |                 |
| 7  | Tawrens             | Amico o nemico          | 25 giugno 2000     |                 |
| 8  | Making Love         | Il profumo della paura  | 2 luglio 2000      |                 |
| 9  | Death Trap          | Lotta per la vita       | 9 luglio 2000      |                 |
| 10 | Bounty Hunter       | Ore d'angoscia          | 16 luglio 2000     |                 |
| 11 | Thief               | Misteriosi esperimenti  | 30 luglio 2000     |                 |
| 12 | Lose Your Dreams    | Sogni di terrore        | 6 agosto 2000      |                 |
| 13 | 24 Hours            | Virus letale            | 13 agosto 2000     |                 |
| 14 | Deep Down           | Orrore a bordo          | 20 agosto 2000     |                 |
| 15 | Fatal Error         | Attacco alla base       | 27 agosto 2000     |                 |
| 16 | Sold out for a song | Una scottante relazione | 3 settembre 2000   |                 |
| 17 | All the News        | Nel braccio della morte | 10 settembre 2000  |                 |
| 18 | Laura's Story       | Ricordi                 | 17 settembre 2000  |                 |
| 19 | Project Midas       | Senza pietà             | 1º ottobre 2000    |                 |
| 20 | Dark of the Night   | Vite sospese            | 8 ottobre 2000     |                 |
| 21 | Not a Bite to Eat   | Ridotti alla fame       | 15 ottobre 2000    |                 |
| 22 | The Box             | Scacco al destino       | 22 ottobre 2000    |                 |
| 23 | Underground         | Sepolti vivi            | 29 ottobre 2000    |                 |
| 24 | Chameleon           | Cambio d'identità       | 5 novembre 2000    |                 |
| 25 | All Fall Down       | Sonno profondo          | 12 novembre 2000   |                 |
| 26 | The Shift           | Fino all'ultimo minuto  | 19 novembre 2000   | settembre 2002  |